# Russische Meisterschaften im Biathlon 2010
Die Russischen Meisterschaften im Biathlon 2010 fanden in jeweils einem Sprintrennen, einem Verfolgungsrennen, einem Massenstart und einem Staffelrennen für Frauen und Männer ausgetragen. Erfolgreichster Athlet war bei den Andrei Makowejew mit zwei Titeln und einem Vizemeistertitel in den Einzelrennen und bei den Frauen Jana Romanowa, die alle drei möglichen Titel in den Einzelrennen erringen konnte. Die Wettbewerbe fanden in Uwat, Ischewsk, Krasnojarsk und Nowosibirsk statt.

## Männer

### Sprint 10 km
| Platz | Starter              | Verein                  | Zeit    | Schießfehler |
| ----- | -------------------- | ----------------------- | ------- | ------------ |
| 1     | Alexei Wolkow        | Jugra Chanty-Mansijsk 2 | 26:45,0 | 0            |
| 2     | Andrei Makowejew     | Tjumen Region 1         | +15,4   | 2            |
| 3     | Iwan Tscheresow      | Udmurtien               | +40,1   | 2            |
| 4     | Jewgeni Garanitschew | Tjumen Region 1         | +53,4   | 0            |
| 5     | Sergei Balandin      | Tjumen Region 1         | +1:11,1 | 1            |
| 6     | Artjom Uschakow      | Mordowien               | +1:13,3 | 1            |
| 7     | Alexei Trussow       | Jugra Chanty-Mansijsk 1 | +1:21,0 | 2            |
| 8     | Maxim Maximow        | Udmurtien               | +1:35,9 | 2            |
| 9     | Sergei Kugubajew     | Baschkortostan          | +1:38,3 | 3            |
| 10    | Sergei Botscharnikow | Moskau                  | +1:43,7 | 1            |
| 11    | Michail Bojarskich   | Jugra Chanty-Mansijsk 2 | +1:46,5 | 1            |
| 12    | Nikita Mersljakow    | Udmurtien               | +1:53,1 | 1            |
| 13    | Sergei Kljatschin    | Perm                    | +1:56,5 | 3            |
| 14    | Maxim Ichsanow       | Perm                    | +1:58,6 | 1            |
| 15    | Witali Norizyn       | Region Moskau/Perm      | +2:00,1 | 1            |
| 16    | Kirill Kudrjaschow   | Region Moskau           | +2:03.3 | 2            |
| 17    | Nikolai Koslow       | Krasnojarsk             | +2:06.9 | 0            |
| 18    | Alexei Tschurin      | Tjumen Region 1         | +2:08,3 | 1            |
| 19    | Alexander Kolytow    | Tscheljabinsk           | +2:08,4 | 0            |
| 20    | Artjom Gussew        | Jugra Chanty-Mansijsk 1 | +2:15,2 | 2            |

Datum: 31. März 2010 in Uwat

### Verfolgung 12,5 km
| Platz | Starter          | Verein | Zeit | Schießfehler |
| ----- | ---------------- | ------ | ---- | ------------ |
| 1     | Andrei Makowejew |        |      |              |
| 2     | Alexei Wolkow    |        |      |              |
| 3     | Iwan Tscheresow  |        |      |              |

Datum: 1. April 2010

### Massenstart 15 km
| Platz | Starter              | Verein | Zeit | Schießfehler |
| ----- | -------------------- | ------ | ---- | ------------ |
| 1     | Andrei Makowejew     |        |      |              |
| 2     | Artjom Gussew        |        |      |              |
| 3     | Jewgeni Garanitschew |        |      |              |

Datum: 3. April 2010

### Staffel 4 × 7,5 km
| Platz | Starter                                                              | Verein                  | Zeit |
| ----- | -------------------------------------------------------------------- | ----------------------- | ---- |
| 1     | Marsel Scharipow Artjom Uschakow Wladimir Semakow Wiktor Wassiljew   | Republik Mordowien      |      |
| 2     | Witali Kabardin Sergei Kugubajew Wassili Schetalin Alexander Schirny | Republik Baschkortostan |      |
| 3     | Andrei Wedenin Kirill Kudrjaschow Alexander Babtschin Witali Norizyn | Moskau Region           |      |

Datum: 4. April 2010

## Frauen

### Sprint 7,5 km
| Platz | Starter            | Verein | Zeit | Schießfehler |
| ----- | ------------------ | ------ | ---- | ------------ |
| 1     | Jana Romanowa      |        |      |              |
| 2     | Jekaterina Jurlowa |        |      |              |
| 3     | Anna Bulygina      |        |      |              |

Datum: 31. März 2010 in Uwat

### Verfolgung 10 km
| Platz | Starter            | Verein | Zeit | Schießfehler |
| ----- | ------------------ | ------ | ---- | ------------ |
| 1     | Jana Romanowa      |        |      |              |
| 2     | Anna Bulygina      |        |      |              |
| 3     | Jekaterina Jurlowa |        |      |              |

Datum: 1. April 2010

### Massenstart 12,5 km
| Platz | Starter            | Verein | Zeit | Schießfehler |
| ----- | ------------------ | ------ | ---- | ------------ |
| 1     | Jana Romanowa      |        |      |              |
| 2     | Jekaterina Jurlowa |        |      |              |
| 3     | Anna Bulygina      |        |      |              |

Datum: 3. April 2010

### Staffel 4 × 6 km
| Platz | Starter                                                               | Verein               | Zeit |
| ----- | --------------------------------------------------------------------- | -------------------- | ---- |
| 1     | Anna Bogali-Titowez Marija Demidowa Tatjana Sewachina Olga Medwedzewa | Sibirien             |      |
| 2     | Anastassija Romanowa Anna Bulygina Julija Korniljuk Marija Sadilowa   | Tjumen Region I      |      |
| 3     | Olga Anissimowa Jewgenija Sedowa Natalja Jegoschina Swetlana Slepzowa | Ugra Chanty-Mansijsk |      |

Datum: 4. April 2010